# وازگن صافاریانتس
وازگن گریگوری صافاریانتس (انگلیسی: Vazgen Safaryants؛ زادهٔ ۲۲ اکتبر ۱۹۸۴ در ولادی‌قفقاز) یک بوکسور آماتور ارمنی‌تبار اهل بلاروس است که در مسابقات کشوری و بین‌المللی در مجموع برندهٔ ۲ مدال نقره، ۱ مدال برنز شده‌است.